# Калупе
Калупе (латыш. Kalupe) — населённый пункт в Аугшдаугавском крае Латвии. Административный центр Калупской волости.

## История
Населённый пункт расположен на землях бывшего поместья Колуп. В советское время населённый пункт был центром Калупского сельсовета Даугавпилсского района.

## География
Находится на берегу озера Калупес у региональной автодороги P64 (Вишки — Ницгале). Расстояние до города Даугавпилс составляет около 45 км.

## Население
По данным на 2015 год, в населённом пункте проживало 624 человека.

## Инфраструктура
В селе располагался колхоз «Калупе». Есть волостная администрация, начальная школа, дом культуры, библиотека, а также римско-католическая церковь, построенная в 1880-х годах по проекту архитектора В. Неймана.